# Luca Danese
Luca Danese (Roma, 2 giugno 1958) è un politico italiano.

## Biografia
Nipote acquisito dell'ex Presidente del Consiglio Giulio Andreotti, in quanto figlio di un fratello della moglie Livia Danese, professoressa di lettere e latino al Liceo, dopo aver conseguito la maturità classica si dedica all'attività imprenditoriale.
Alle elezioni politiche del 1996 viene eletto alla Camera dei deputati tra le liste di Forza Italia. In parlamento si iscrive al gruppo di Forza Italia, ma in seguito passa a quello del CDU-CDR e dal 1998 all'UDR. Con tale formazione viene nominato sottosegretario di Stato al Ministero per i trasporti e per la navigazione nei due governi presieduti da Massimo D'Alema dall'ottobre 1998 all'aprile 2000 nell'ambito dei governi dell'Ulivo, l'alleanza cioè tra il Partito Popolare Italiano, i Democratici di Sinistra ed altre formazioni minori, quale Rinnovamento Italiano di Lamberto Dini. Fu riconfermato Sottosegretario con la medesima delega - in quota UDEUR - anche nel secondo governo presieduto da Giuliano Amato, in cui il Ministro dei trasporti e della navigazione era Pier Luigi Bersani.
È stato, inoltre, assessore al bilancio della Regione Lazio, e segretario regionale nel Lazio di Alleanza per l'Italia, il partito di Francesco Rutelli.
È presidente dell'Osservatorio Eurispes su infrastrutture, logistica e trasporti.